# ويليام وارد
ويليام وارد (بالإنجليزية: William Ward)‏ (15 مايو 1863 في أستراليا - 22 يونيو 1948 في أستراليا) هو لاعب كريكت أسترالي. لعب مع فريق تسمانيا للكريكت.

## وصلات خارجية
- ويليام وارد على موقع إي آس بي آن كريك إنفو (الإنجليزية)